# Папаин

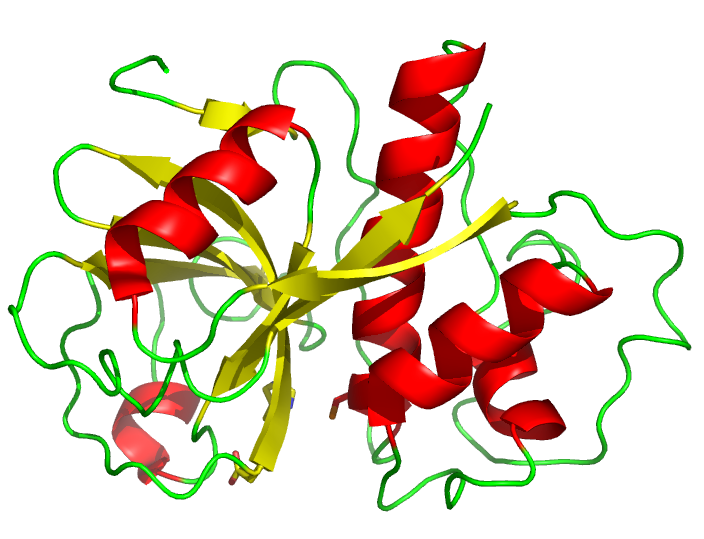
Папаин

Папаин (лат. Papain) — полипептид, протеолитический растительный фермент, ускоряющий взаимодействие вещества с водой, при котором происходит разложение белков, пептидов, амидов и сложных эфиров основных аминокислот. В значительных количествах содержится в плодах дынного дерева — папайе (Carica papaya).

## Физические свойства
Агрегатное состояние при комнатной температуре — твёрдое кристаллическое вещество. Изоэлектрическая точка (pI) папаина составляет 8,75 единиц pH. Константа седиментации (s) = 2,42 единиц Сведберга. Константа диффузии (D) = 10,23 см/сек2.

## Химическое строение и свойства
Белок, предшественник папаина (пре-про-папаин), состоит из 345 аминокислот, содержит сигнальную последовательность (1-18 аминокислоты). Про-папаин уже состоит из пептида, блокатора активного центра фермента(19-133) и самого фермента. Зрелый папаин — полипептид, состоящий из 212 аминокислотных остатков, на N-конце молекулы которого аминокислотой является изолейцин, на C-конце — аспарагин. Хорошо растворим в воде, водных солевых растворах и в 70 % метиловом и этиловом спиртах.  Молекулярный вес папаина — 23406. Папаин стабилизируется тремя дисульфидными мостиками.  Его трёхмерная структура состоит из двух различных доменов, между которыми находится активный центр фермента, в состав которого включают аминокислоты цистеин-25 и гистидин-159.
| Аминокислотный состав | Аминокислотный состав |
| Аминокислота          | Содержание            |
| --------------------- | --------------------- |
| Аланин                | 13                    |
| Аргинин               | 10                    |
| Аспарагиновая кислота | 17                    |
| Валин                 | 15                    |
| Гистидин              | 2                     |
| Глицин                | 23                    |
| Глутаминовая кислота  | 17                    |
| Изолейцин             | 10                    |
| Лейцин                | 10                    |
| Лизин                 | 9                     |
| Цистеин               | 8                     |
| Пролин                | 9                     |
| Серин                 | 11                    |
| Треонин               | 7                     |
| Триптофан             | 5                     |
| Тирозин               | 17                    |
| Фенилаланин           | 4                     |

Папаин — монотиоловая цистеиновая эндопротеаза. По характеру ферментативного действия её называют «растительным пепсином». Но в отличие от пепсина, папаин активен не только в кислых, но и в нейтральных и щелочных средах (диапазон pH 3—12, оптимум pH 5-8). Он сохраняет активность в широком температурном диапазоне (до 50-60 °C), обладает относительно широкой специфичностью. При pH 5-7,5 папаин гидролизует амиды, пептиды, белки и эфиры основных аминокислот с незамещённой аминогруппой.
| Активирует фермент                                                              | Обратимо инактивирует фермент                                      | Необратимо инактивирует фермент |
| ------------------------------------------------------------------------------- | ------------------------------------------------------------------ | ------------------------------- |
| цистеин, этилендиаминтетраацетат, восстановленный глютатион, сульфиды, цианиды, | п-хлормеркурибензонат, ионы тяжёлых металлов, некоторые окислители | иодацетамид                     |

## Получение
Получают папаин из очищенного млечного сока дынного дерева или фракционированием сухого сока дынного дерева сульфатом аммония, хлористым натрием с последующей кристаллизацией.

## Использование
Применение в косметике:
В препаратах после эпиляции (замедляющих рост волос) папаин, проникая в открытые после эпиляции поры и разрушая кератин, нарушает процесс формирования нормального волоса. Однако, следует учитывать, что все волосы находятся на различных стадиях развития, и папаин не может воздействовать на волосы, находящиеся в начальной стадии анагенеза. Поэтому заметное замедление роста волос следует ожидать после применения средств с папаином в течение 4-5 эпиляций. Кроме замедления роста и истончения стержня волоса, использование средств с папаином предотвращает врастание отрастающих волос. 
Применение в производстве:
Также папаин используют в пищевой и лёгкой промышленности для смягчения мяса, обработки кож, осветления напитков; а также в фармакологии («карипазим», «карипаин», «карипаин-плюс», «карипаин крем», «карипаин ультра гель», в пищеварительных препаратах "юниэнзим", "витазим", а также в средствах «вобэнзим» и др.).
Входит в состав многих зубных паст: растворяя зубной налёт, он способствует более эффективному очищению зубов.
Используется в кулинарии как размягчительная приправа.